# Kevin M. Murphy
Kevin M. Murphy (* 1958) ist ein US-amerikanischer Ökonom. Er ist George J. Stigler-Professor an der University of Chicago Booth School of Business und Senior Fellow an der Hoover Institution der Stanford University.
Murphy wurde 1997 mit der John Bates Clark Medal der American Economic Association ausgezeichnet für seine Arbeiten auf dem Gebiet der zunehmenden Lohnungleichheit zwischen Arbeitern und Angestellten in den USA sowie seinem Erklärungsansatz, der die zunehmende Lohnungleichheit mit der zunehmenden Nachfrage nach gut ausgebildeten Fachkräften in Verbindung setzte. Weitere Forschungsbereiche Murphys sind Wachstumstheorie, Einkommensungleichheit, Bewertung medizinischer Forschung, rationale Abhängigkeiten sowie Arbeitslosigkeit.
Murphy ist Autor von über 60 wissenschaftlichen Publikationen.
1989 wurde er Forschungsstipendiat der Alfred P. Sloan Foundation (Sloan Research Fellow). 1998 wurde Murphy in die American Academy of Arts and Sciences gewählt. 2005 wurde er mit dem prestigeträchtigen MacArthur Fellowship ausgezeichnet, das auch oft als genius grant (Forschungsmittel für Genies) bezeichnet wird.

## Bildungsweg
- B.A. (Economics), University of California, Los Angeles, 1981
- Ph.D. (Economics, Phi Beta Kappa), University of Chicago, 1986 (Dissertation: Specialization and Human Capital).

## Bedeutende Werke
- Measuring the Gains from Medical Research: An Economic Approach (edited volume with Robert H. Topel) University of Chicago Press, 2003.
- Social Economics: Market Behavior in a Social Environment (with Gary S. Becker). Cambridge, MA : Harvard University Press (The Belknap Press), 2000.